# جييرمو نيوبيري
جييرمو نيوبيري (من مواليد 9 مايو 1898، تاريخ الوفاة غير معروف) هو عداء سريع أرجنتيني. تنافس في سباق التتابع 4 × 100 متر للرجال في دورة الألعاب الأولمبية الصيفية عام 1924.

## روابط خارجية
- جييرمو نيوبيري على موقع أوليمبيديا (الإنجليزية)